# NPC
NPC (kratica od engleskog non-player character) naziv je za likove u videoigrama koji nisu pod izravnom kontrolom igrača, nego su unaprijed programirani. NPC-jevi obično imaju predodređen dijalog, rutine i svrhu koje periodično ponavljaju zbog čega se u stvarnosti u novije vrijeme riječ NPC koristi kao pogrdan naziv za osobe koje svakodnevno jednolično žive i koje su sklone nekritički prihvaćati društvene norme.
Repetitivni karakter NPC-jeva se u modernim i naprednim igrama (npr. u Red Dead Redemption 2) nastoji izbjeći obogaćenjem dijaloga, uvođenjem različitih rutina, ali i prilagodljivim odnosom s igračem, uporaba AI-a prisutna je već neko vrijeme, osobito za neprijatelje koji napadaju igrača i igračeve pratioce, a u novije vrijeme ponekad se koristi i za dinamičan i raznovrstan dijalog.